# Glossicodex musculi
Glossicodex musculi – gatunek roztocza z rodziny nużeńcowatych, jedyny z monotypowego rodzaju Glossicodex. Jest monoksenicznym pasożytem myszy domowej.

## Taksonomia
Rodzaj i gatunek typowy opisane zostały po raz pierwszy w 2016 roku przez Joannę Izdebską i Leszka Rolbieckiego z Uniwersytetu Gdańskiego na łamach „Medical and Veterinary Entomology”. Jako lokalizację typową wskazano Kartuzy w północnej Polsce. Nazwa rodzajowa wywodzi się z latynizowanej greki od słów glossikos czyli „języczny” i dex czyli „robak”. Epitet gatunkowy pochodzi od epitetu gatunku gospodarza, Mus musculus.

## Morfologia i rozwój

### Formy dorosłe
Samce osiągają od 178 do 201 μm długości i od 53 do 68 μm szerokości, samice zaś od 183 do 223 μm długości i od 55 do 63 μm szerokości. Gnatosoma jest trapezowata. Wyróżnia się na tle nużeńcowatych dobrze wykształconymi, smukłymi nogogłaszczkami wyraźnie podzielonymi na trzy człony, z których nasadowy jest duży i ma pośrodku grzbietowej powierzchni stożkowaty kolec nadbiodrowy, drugi jest od niego węższy i krótszy, a trzeci ma jeden mały kolec stożkowaty i dwa pazurki, z których jeden jest trójzębny. Rurkowata nabrzmiałość gardzieli ma parę dość małych szczecinek subgnatosomalnych. Walcowata podosoma ma od spodu cztery pary zesklerotyzowanych, stykających się pośrodkowo płytek epimeralnych. Ostatnia ich para u samicy formuje tylnymi brzegami trójkątne wcięcie, w którym leży długa na 11–19 μm wulwa. Masywne odnóża występują w liczbie czterech par i złożone są z sześciu członów, z których biodro jest włączone w ścianę ciała, a pozostałe są wolne i dobrze wyodrębnione. Na każdej stopie znajdują się dwa potężne, hakowato zakrzywione, u nasady szerokie i na grzbietowej stronie wierzchołka zaopatrzone w ząbek pazurki. Wierzch podosomy nakrywa tarczka podosomalna sięgająca do wysokości odnóży trzeciej pary. Walcowata z zaokrąglonym końcem, gęsto obrączkowana opistosoma jest pozbawiona narządu opistosomalnego. U samca między odnóżami pierwszej i ostatniej pary leży długi i wąski edeagus osiągający od 38 do 46 μm długości. Otwór płciowy samca leży po stronie grzbietowej na wysokości odnóży pierwszej pary.

### Stadia rozwojowe
Owalnego kształtu jaja osiągają około 90 μm długości i około 50 μm szerokości. Ich chorion jest gładki. Wieczko nie występuje.
Z jaj klują się larwy. Mają one przysadziste, owalne ciało długości 70–99 μm i szerokości 38–43 μm. Gnatosomę mają trapezowatą. Nogogłaszczki składają się z trzech dobrze wyodrębnionych członów, z których pierwszy ma pośrodku stożkowate kolce nadbiodrowe, a ostatni jeden mały kolec i jeden trójzębny pazurek. Odnóża występują w liczbie trzech par i zwieńczone są dwoma trójzębnymi pazurkami. Na spodzie podosomy leżą między odnóżami drugiej i trzeciej pary dwie pary trójkątnych tarczek brzusznych ze zesklerotyzowanymi ostrogami. Opistosoma jest krótko-owalna.
Protonimfy mają już ciało smuklejsze, długości 113–120 μm i szerokości 48–63 μm. Gnatosomę mają również trapezowatą, ale o widocznej na spodzie podkowiastej nabrzmiałości gardzieli. Na spodzie podosomy leżą między odnóżami drugiej i trzeciej pary dwie pary lepiej niż u larw zesklerotyzowanych, trójkątnych tarczek brzusznych z ostrogami.
Nimfy mają ciało jeszcze bardziej wydłużone, długości 144–170 μm i szerokości 48–68 μm. Odnóża występują już w liczbie czterech par, a trójkątnych tarczek brzusznych z ostrogami na spodzie podosomy są trzy pary.

## Ekologia i występowanie
Roztocz ten jest monoksenicznym pasożytem myszy domowej. Bytuje wyłącznie w tkance języka gospodarza. U przebadanych myszy około 11% zakażonych było tym roztoczem, a liczba osobników pasożyta u pojedynczego żywiciela wynosiła od jednej do pięciu sztuk. Nie stwierdzono wywoływania przez jego żerowanie zmian patologicznych.
Występowanie tego nużeńcowatego stwierdzono na myszach z terenu Pojezierza Pomorskiego, Pojezierza Mazurskiego i Niziny Wielkopolsko-Kujawskiej. Przypuszczalnie jego zasięg pokrywa się z zasięgiem żywiciela, będąc współcześnie kosmopolitycznym.